# Sét

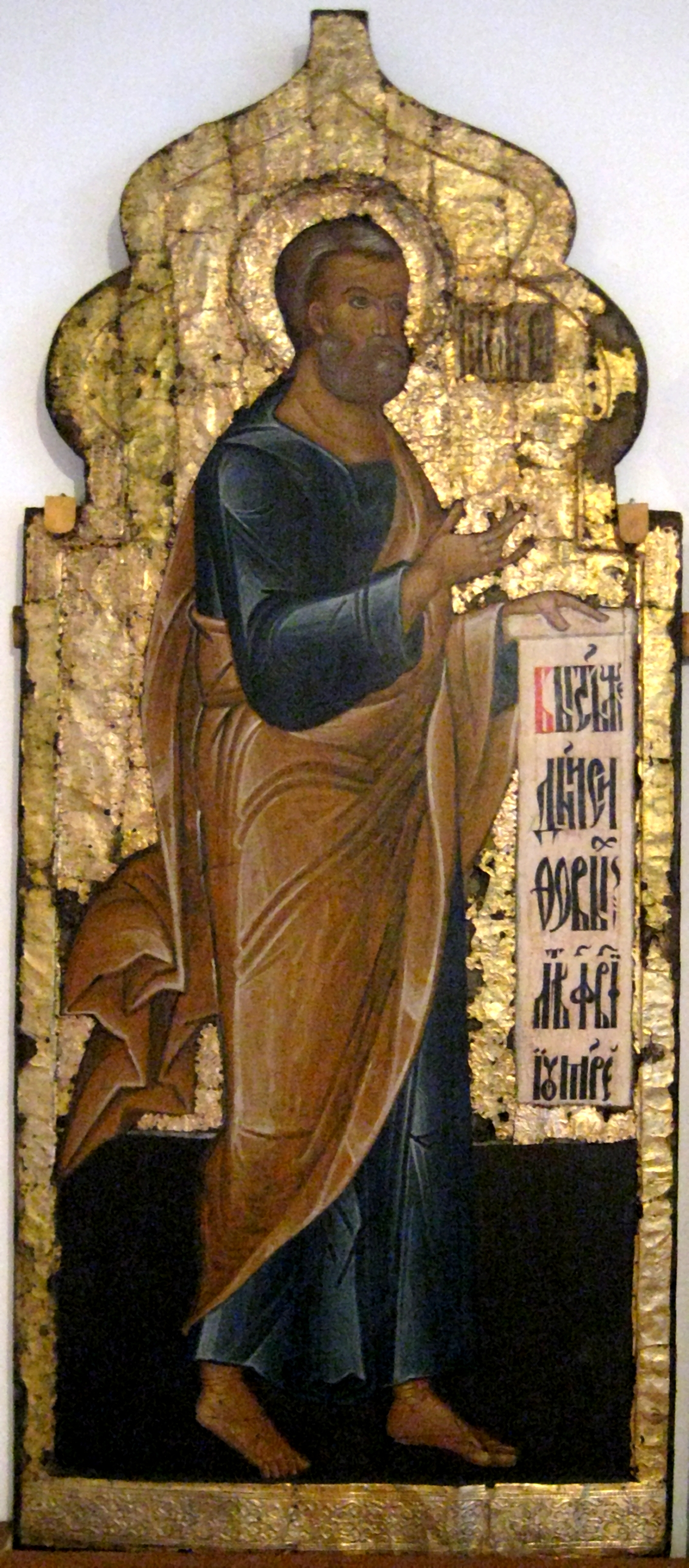
Séth

Sét az Ószövetség szerint (Ter 4,25 és 5,3-8) Ádám és Éva számtalan gyermeke közül a három név szerint ismeretes fiúgyermek legifjabbika, Káin és Ábel testvére. A setita nemzetség ősatyja.

## Ábrázolása a Bibliában
A Mózes Genezisében leírtak alapján Sét a Káin által elkövetett testvérgyilkosság utáni időkben, Ádám 130 éves korában született. Nevének héber alakja (sit) a helyettesíteni kifejezéssel hozható kapcsolatba, utalva arra, hogy a tragikus sorsú Ábel helyébe lépett. Ádám feleségének szavai szerint: "Isten más utódot adott nekem Ábel helyett" (Ter, 4,25). Ábel szellemiségét vitte tovább, amely aztán testet öltött a setiták számos kiválóságában, beleértve e nemzetség özönvíz előtti korszakát lezáró Noé személyét is.
Sét elsőszülött fiúgyermeke Énos (Ter, 4,26). Séth 912 éves korában hunyt el.

## Nevének írása

### A Bibliában/Újszövetségben

#### A Biblia/Újszövetség fordításokban
- Seth: Vulgata (latin)

#### A magyar nyelvű Biblia/Újszövetség fordításokban
katolikus fordítások:
- Szet: Káldi Biblia; Káldi-Neovulgata; Szent István Társulat; Békés-Dalos Újszövetség

protestáns fordítások:
- Set: Csia Újszövetség; Ravasz Újszövetség; Masznyik Újszövetség
- Seth: Károli (Újszövetségben); Vida Újszövetség
- Sét: Kecskeméthy; Magyar Biblia Tanács; egyszerű fordítású Újszövetség; Czeglédy Újszövetség; Károli (KSZE revideált)
- Séth: Károli (Ószövetségben)
- Szét: Budai Újszövetség; Raffay Újszövetség
- Szet: P. Soós Újszövetség